# هیزل مک‌کالین
هیزل مک‌کالین (انگلیسی: Hazel McCallion؛ زادهٔ ۱۴ فوریهٔ ۱۹۲۱ در پورت دانیل) بازیکن هاکی روی یخ، و سیاست‌مدار اهل کانادا است که یکی از موفق‌ترین شهرداران جهان محسوب می‌شد.